# Gerbilliscus brantsii
Gerbilliscus brantsii is een zoogdier uit de familie van de Muridae. De wetenschappelijke naam van de soort werd voor het eerst geldig gepubliceerd door Smith in 1836.